# Sarah Helen Whitman

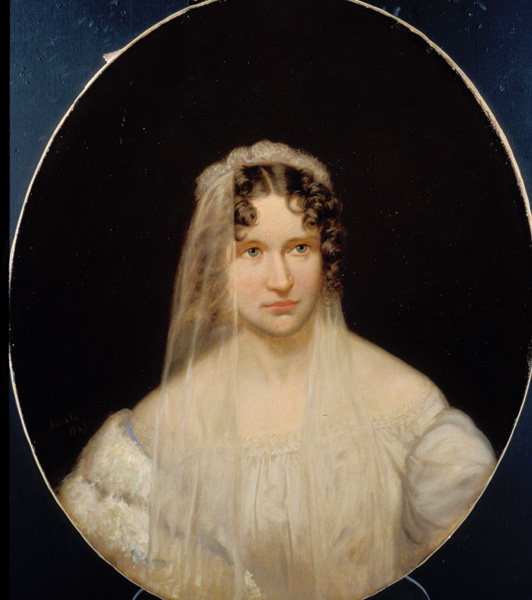
Sarah Helen Whitman

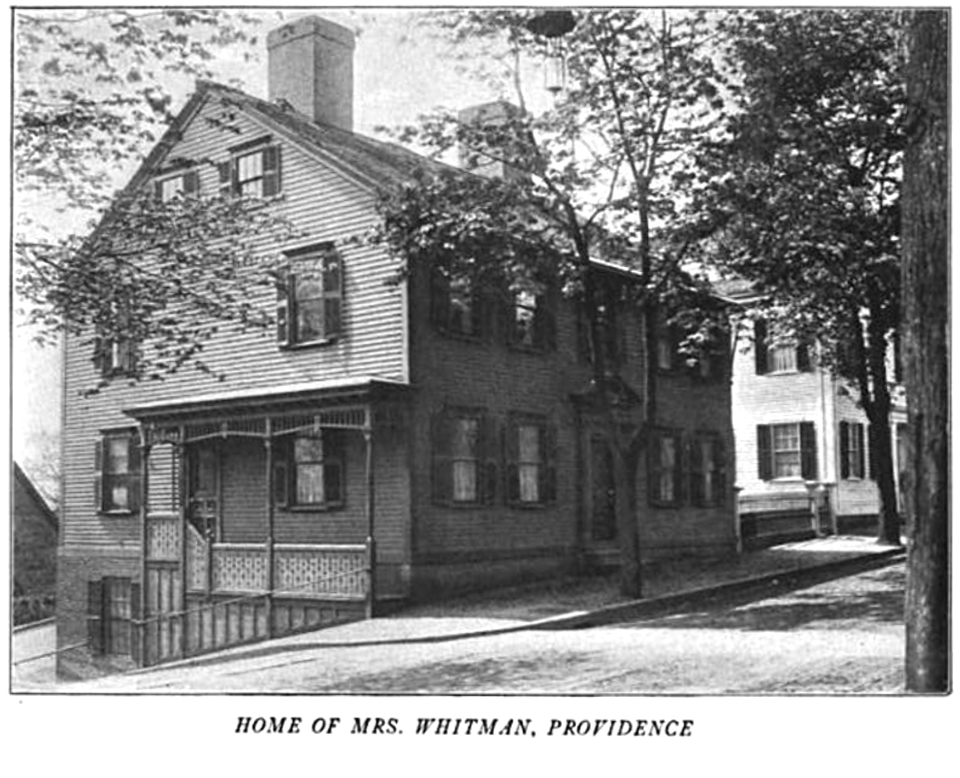
Dom Sary Helen Whitman w Providence

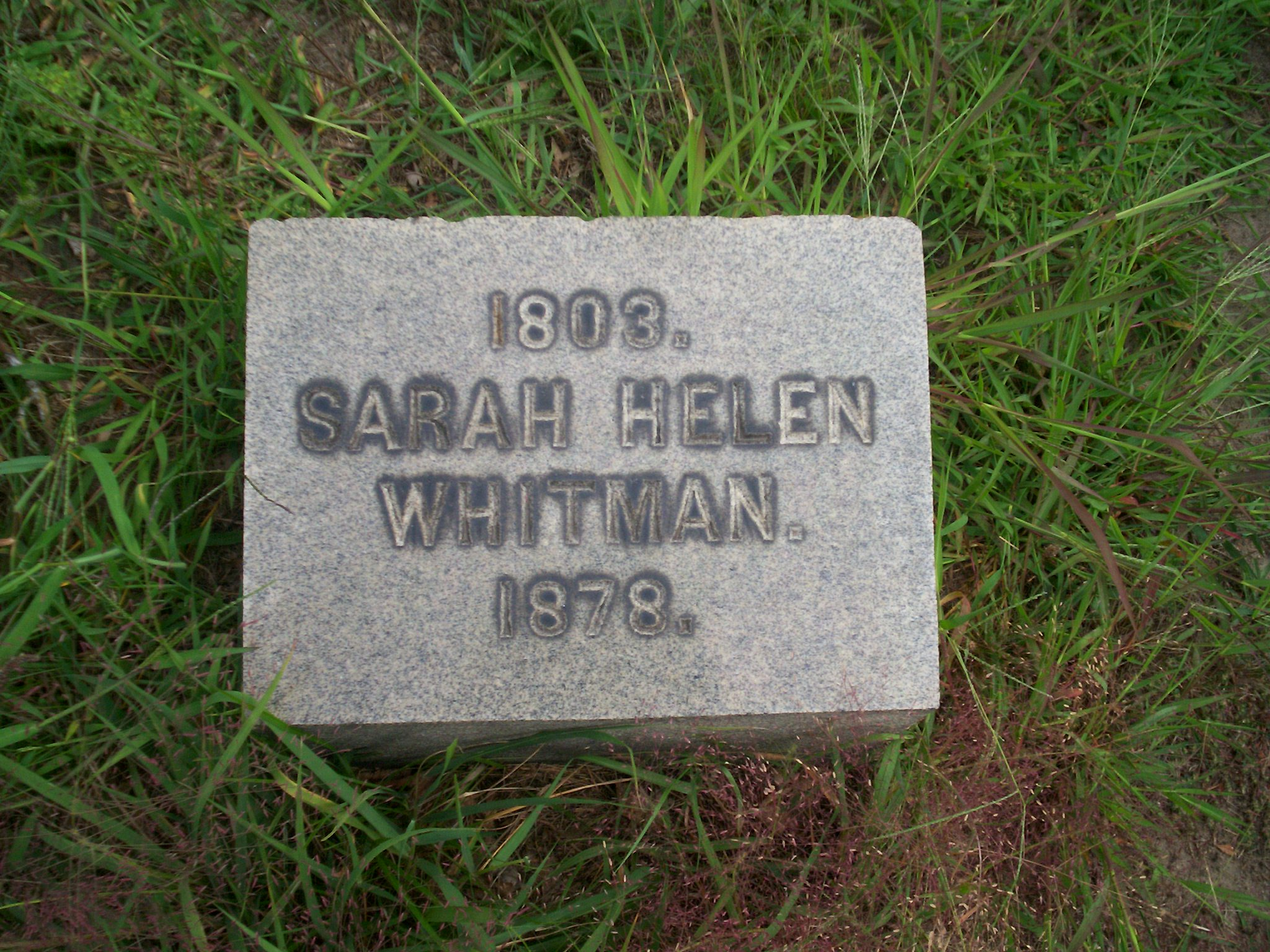
Grób Sary Helen Whitman

Sarah Helen Whitman (ur. 1803, zm. 1878) – poetka amerykańska.

## Życiorys
Sarah Helen Whitman urodziła się w Providence w stanie Rhode Island. Była córką Nicholasa Powera i Anny Marsh Power. W 1828 poślubiła bostońskiego prawnika Johna W. Whitmana. Kiedy ten zmarł w 1833, powróciła do rodzinnego miasta i poświęciła się literaturze. Była miłośniczką poezji Edgara Allana Poe, z którym w 1848 warunkowo się zaręczyła. Jakkolwiek narzeczeństwo się szybko rozpadło, pozostała zafascynowana twórczością i osobą pisarza, który był inspiracją jej własnych utworów. Przyjaźniła się również z transcendentalistami, jak Ralph Waldo Emerson i Margaret Fuller. Niektóre utwory napisała z siostrą, Anną Marsh Power.

## Twórczość
W 1853 Sarah Helen Whitman wydała tomik Hours of Life, and Other Poems, zawierający między innymi tytułowy trzyczęściowy cykl Hours of Life, złożony z utworów Morning, Noon i Evening. Opublikowała także książkę o wspomnianym Edgarze Allanie Poe, (Edgar A. Poe and his Critics), w której broniła go przed napastliwą krytyką. Autorowi Kruka poświęciła sonet To Edgar Allan Poe.